# Agnieszka (cortesã)
Agnieszka (morreu depois de 1572), foi uma anã da corte polonesa a serviço de Sofia Jagelão, Duquesa de Brunswick-Lüneburg. Ela era a favorita pessoal e secretária de Sofia.
Não se sabe o ano exato do nascimento de Agnieszka, mas ela provavelmente já estava a serviço na Corte polaca desde antes do Casamento de Sofia Jagelão, filha do Rei Sigismundo I, o velho e a Rainha Bona Sforza. A tradição de empregar Anões na Corte polaca foi iniciada pela Rainha Bona. Ela pertencia à comitiva polonesa de 500 pessoas que acompanhavam Sofia da Polônia para sua nova vida na Alemanha após seu casamento com Henrique V, duque de Brunsvique-Luneburgo, em fevereiro de 1556. Em contraste com a maioria dos cortesãos poloneses, Agnieszka permaneceu com Sofia. Em sua nova corte na Alemanha, no Castelo de Wolfenbüttel, Agnieszka se tornou a Favorita de Sofia e sua Secretária particular. Não se sabe o Ano exato de sua Morte, mas ela provavelmente morreu depois de 1572.